# Hamdan Al-Hamdan
Pour les articles homonymes, voir Al-Hamdan (homonymie).
Hamdan Al-Hamdan, né le 2 décembre 1984 à Al-Hassa, est un footballeur international saoudien évoluant au poste de milieu offensif à Al-Fateh.

## Biographie
Formé au Al-Fateh SC, Al-Hamdan fait ses débuts professionnels en 2004 alors que le club vit une période difficile. 
Promu en première division pour la saison 2009-2010, Al-Hamdan devient un joueur important et emblématique d'Al-Fateh, dont il échoit du brassard de capitaine. En 2013, Al-Hamdan remporte le championnat, quatre ans après avoir été promu.
Il participe à la Ligue des champions d'Asie avec cette équipe. Lors de cette compétition, il inscrit un but contre le club ouzbek du FC Bunyodkor en avril 2014.
Il reçoit trois sélections en équipe d'Arabie saoudite entre 2012 et 2013, contre l'Irak, la Malaisie, et la Nouvelle-Zélande, toutefois seulement deux sont reconnues par la FIFA.

## Palmarès

### En club
- Al-Fateh
  - Champion d'Arabie saoudite en 2013
  - Vainqueur de la Supercoupe d'Arabie saoudite en 2013